# Championnats d'Europe de course en montagne 2014
Navigation
2013 2015
Les championnats d'Europe de course en montagne 2014 sont une compétition de course en montagne qui s'est déroulée le 12 juillet 2014 à Gap dans les Hautes-Alpes en France. Il s'agit de la vingtième édition de l'épreuve.

## Résultats
La course senior masculine se dispute sur un parcours de 12,8 km comportant un dénivelé positif de 750 m. Avec 62 coureurs au départ, l'épreuve est remportée par l'Italien Bernard Dematteis qui remporte son deuxième titre d'affilée. Il devance le Britannique Robbie Simpson tandis que le frère de Bernard, Martin complète le podium. L'Italie remporte aisément le classement par équipes devant le Royaume-Uni et la France.
La course féminine se dispute sur un parcours de 8,1 km avec 500 m de dénivelé positif, elle est remportée par l'Autrichienne Andrea Mayr qui décroche son troisième titre en dominant allègrement la course avec plus d'une minute d'avance sur ses adversaires. La Slovène Mateja Kosovelj termine sur la deuxième marche du podium entre les Autrichiennes Andrea et Sabine Reiner. C'est cependant l'Italie qui s'impose au classement par équipes, avec Alice Gaggi, Elisa Desco et Valentina Belotti qui terminent les trois dans le top 10. Le podium est complété par le Royaume-Uni et l'Autriche.
L'épreuve junior masculine est disputée le même circuit que les seniors femmes, elle est remportée par le Tchèque Dominik Sádlo. Le parcours junior féminin fait 4,2 km avec 250 m de dénivelé positif, la course est remportée par la Britannique Georgia Malir.

### Seniors
| Rang               | Athlète           | Pays        | Temps       |
| ------------------ | ----------------- | ----------- | ----------- |
| Médaille d'or      | Bernard Dematteis | Italie      | 56 min 10 s |
| Médaille d'argent  | Robbie Simpson    | Royaume-Uni | 56 min 19 s |
| Médaille de bronze | Martin Dematteis  | Italie      | 56 min 32 s |
| 4                  | Ionuț Zincă       | Roumanie    | 56 min 45 s |
| 5                  | Mitja Kosovelj    | Slovénie    | 57 min 23 s |
| 6                  | Julien Rancon     | France      | 57 min 28 s |
| 7                  | Luca Cagnati      | Italie      | 57 min 59 s |
| 8                  | Ahmet Arlsan      | Turquie     | 58 min 22 s |

| Rang               | Pays                                                                                         | Points |
| ------------------ | -------------------------------------------------------------------------------------------- | ------ |
| Médaille d'or      | Italie Bernard Dematteis (1er) Martin Dematteis (3e) Luca Cagnati (7e) Alex Baldaccini (20e) | 11     |
| Médaille d'argent  | Royaume-Uni Robbie Simpson (2e) Andrew Douglas (10e) Tom Addison (15e)                       | 27     |
| Médaille de bronze | France Julien Rancon (6e) Renaud Jaillardon (12e) Benjamin Bellamy (13e)                     | 31     |

| Rang               | Athlète           | Pays        | Temps       |
| ------------------ | ----------------- | ----------- | ----------- |
| Médaille d'or      | Andrea Mayr       | Autriche    | 39 min 43 s |
| Médaille d'argent  | Mateja Kosovelj   | Slovénie    | 40 min 53 s |
| Médaille de bronze | Sabine Reiner     | Autriche    | 41 min 03 s |
| 4                  | Alice Gaggi       | Italie      | 41 min 22 s |
| 5                  | Maude Mathys      | Suisse      | 41 min 34 s |
| 6                  | Emma Clayton      | Royaume-Uni | 41 min 42 s |
| 7                  | Elisa Desco       | Italie      | 42 min 02 s |
| 8                  | Burcu Büyükbezgin | Turquie     | 42 min 06 s |

| Rang               | Pays                                                                                        | Points |
| ------------------ | ------------------------------------------------------------------------------------------- | ------ |
| Médaille d'or      | Italie Alice Gaggi (4e) Elisa Desco (7e) Valentina Belotti (9e) Elisa Sortini (31e)         | 20     |
| Médaille d'argent  | Royaume-Uni Emma Clayton (6e) Sarah Tunstall (12e) Katie Walshaw (13e) Megan Crawford (29e) | 31     |
| Médaille de bronze | Autriche Andrea Mayr (1re) Sabine Reiner (3e) Karin Freitag (32e)                           | 36     |

### Juniors
| Rang               | Athlète         | Pays     | Temps       |
| ------------------ | --------------- | -------- | ----------- |
| Médaille d'or      | Dominik Sádlo   | Tchéquie | 37 min 23 s |
| Médaille d'argent  | Ferhat Bozkurt  | Turquie  | 37 min 42 s |
| Médaille de bronze | Ramazan Karagöz | Turquie  | 38 min 19 s |

| Rang               | Pays                                                                                        | Points |
| ------------------ | ------------------------------------------------------------------------------------------- | ------ |
| Médaille d'or      | Italie Nadir Cavagna (5e) Alberto Vender (6e) Diego Ras (9e) Martino De Nardi (35e)         | 20     |
| Médaille d'argent  | Tchéquie Dominik Sádlo (1er) Jáchym Kovář (11e) Sebastián Vošvrda (12e) Viktor Šinágl (24e) | 24     |
| Médaille de bronze | Turquie Ferhat Bozkurt (2e) Ramazan Karagöz (3e) Mustafa İnan (21e) Şeyhmus Saruhan (40e)   | 26     |

| Rang               | Athlète       | Pays        | Temps       |
| ------------------ | ------------- | ----------- | ----------- |
| Médaille d'or      | Georgia Malir | Royaume-Uni | 22 min 10 s |
| Médaille d'argent  | Bahar Atalay  | Turquie     | 22 min 10 s |
| Médaille de bronze | Burcu Subatan | Turquie     | 22 min 42 s |

| Rang               | Pays                                                                                      | Points |
| ------------------ | ----------------------------------------------------------------------------------------- | ------ |
| Médaille d'or      | Turquie Bahar Atalay (2e) Burcu Subatan (3e) Ümran Sedef Kantekin (9e) Fadime Sarı (11e)  | 14     |
| Médaille d'argent  | Royaume-Uni Georgia Malir (1re) Catriona Graves (7e) Zara Knappy (21e) Lydia Sharpe (23e) | 29     |
| Médaille de bronze | France Elsa Racasan (8e) Salomé Baudoin (14e) Élise Poncet (15e) Julie Tourtet (32e)      | 37     |